# Rio Loue
Loue é um rio localizado nos departamentos de Doubs e Jura, na França. É afluente pela margem esquerda do rio Doubs. Nasce de fonte cárstica nas montanhas do Jura, perto de Ouhans.
Atravesssa os seguintes departamentos e comunas:

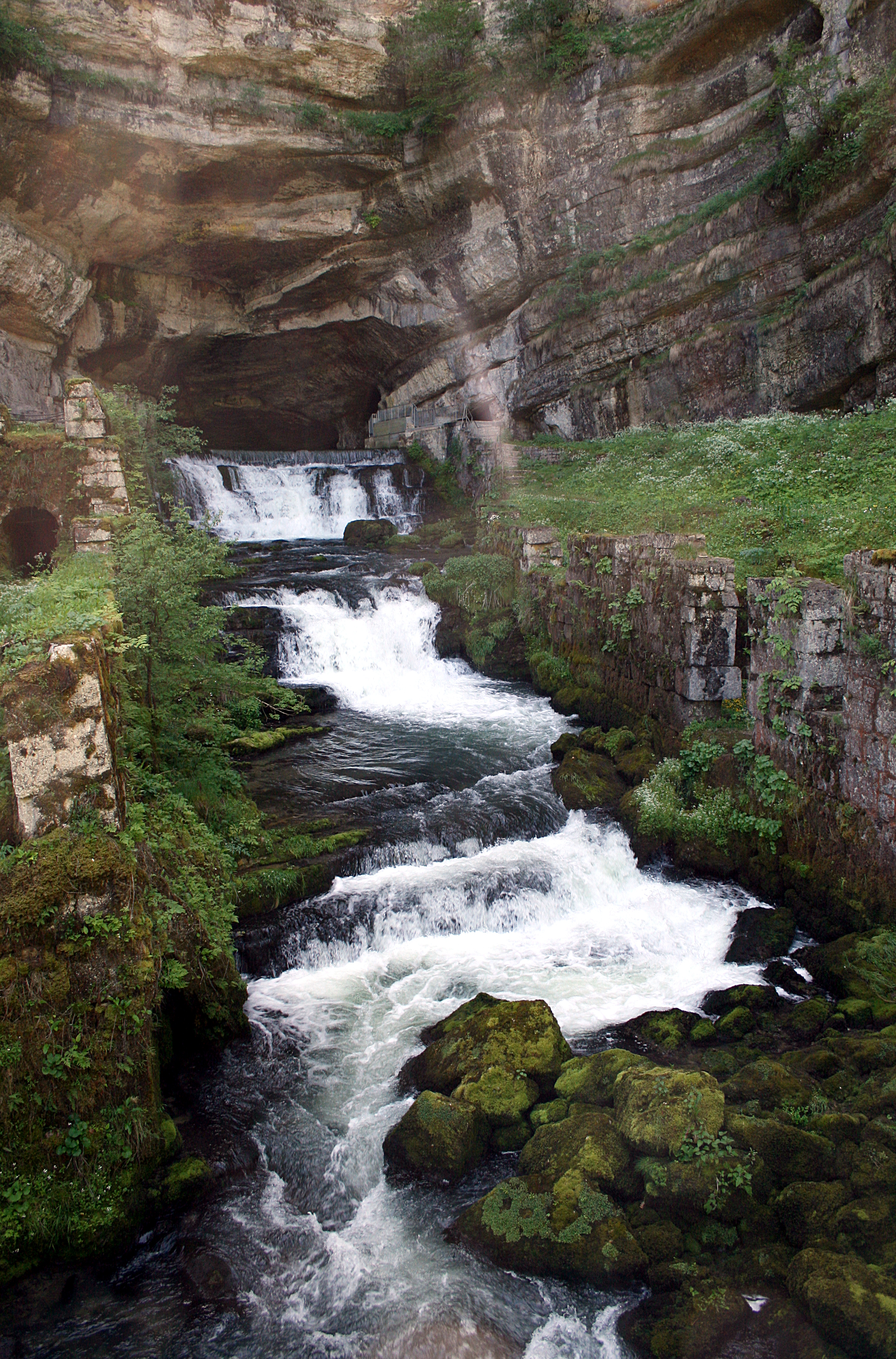
Fonte do Loue.

- Doubs: Ornans, Quingey
- Jura: Montbarrey